# 比萨拉比亚德意志人故土协会
比萨拉比亚德意志人故土协会（德語：Landsmannschaft der Bessarabiendeutschen）是二戰後被驅逐出家園的比薩拉比亞德國難民的組織。
該組織位於巴登-符腾堡州的斯圖加特，成立於1949年。